# غريغوري (اسم)
غريغوري (بالإنجليزية: Gregory)‏ هو اسم علم شخصي مذكر من أصل لاتيني ومعناه الساهر أو المتأهب وهو من الأسماء المقدسة في المسيحية نسبةً للقديس غريغوري الأول أحد باباوات روما من سنة 590 إلى 604 ميلادية.

## الشخصيات
- غريغوري راسبوتين راهب روسي
- غريغوري بيرلمان رياضياتي روسي
- غريغوري باودج دراج فرنسي
- غريغور أربت لاعب كرة سلة إستوني
- غريغور ديمتروف لاعب كرة مضرب بلغاري
- غريغور فوكا لاعب كرة سلة إيطالي سلوفيني
- غريغوري بيك ممثل أمريكي
- غريغوري بنفورد روائي أمريكي
- غريغوري الرابع بابا روما
- غريغوري الأول بابا روما
- غريغوري الثالث بابا روما
- غريغوري الرابع بابا روما
- غريغوري الخامس بابا روما
- غريغوري السابع بابا روما
- غريغوري التاسع بابا روما
- غريغوري الثالث عشر بابا روما
- غريغوري الرابع عشر بابا روما
- غريغوري الخامس عشر بابا روما
- غريغوري الكسندروف مخرج روسي

### الشخصيات الخيالية
- غريغوري هاوس إحدى شخصيات مسلسل هاوس